# Arthur Gomes
Arthur Gomes Lourenço, mais conhecido como Arthur Gomes (Uberlândia, 3 de julho de 1998), é um futebolista brasileiro que atua como ponta-esquerda. Atualmente joga pelo Dínamo de Moscou.

## Carreira

### Passagem pela base do São Paulo
Nascido em Uberlândia, iniciou no futebol no Uberlândia.
Arthur Gomes mudou-se para São Paulo para integrar nas categorias de base do Santos em 2009. Antes de ir para a base do Santos, Arthur teve rápida passagem na formação do São Paulo FC.

### Santos e estreia profissional
Em 2012, foi para Santos onde passou a jogar nas categorias de base do Santos, tornando-se mais um Menino da Vila. Ainda na base do Santos, a família do atleta fechou parceria com a empresa do pai de Neymar.
Em 6 de novembro de 2016, fez sua estreia profissional. Em fevereiro de 2017, estreia na Vila Belmiro, entra no segundo tempo e marca o quarto gol do Peixe na goleada por 6 a 2 sobre o Linense, na abertura do Paulistão, sendo seu primeiro gol como profissional.
Pelo Santos, Arthur fez 97 jogos, marcou 11 gols, e distribuiu duas assistências.

### Chapecoense
Em 2019, foi emprestado à Chapecoense para o Brasileirão de 2019. Pelo clube catarinense, Arthur fez 30 partidas e marcou 4 gols.

### Atlético Goianiense
Em março de 2021, um novo empréstimo, desta vez para disputar o Brasileirão de 2021 pelo Atlético-GO. Com a equipe tendo com troca constantes de técnico naquela temporada (entre nomes que se repetiram, foram 7 comandantes em momentos diferentes), Arthur Gomes passou a jogar em nova função, a de meio-campista ofensivo e pela esquerda. Foi titular e peça chave para a recuperação da equipe na temporada.
Pelo clube goiano, Arthur fez 28 jogos, marcou 4 gols e deu três assistências.

### Estoril
Em agosto de 2021, o Santos anunciou o repasse do jogador ao Estoril de Portugal, de forma gratuita mas mantendo 50% de seus direitos econômicos. O jogador tinha vínculo com o Atlético-GO e vinha bem na equipe, mas não era titular absoluto, havia uma cláusula de contrato caso uma proposta do mercado externo surgisse.
Na equipe portuguesa, o jogador rapidamente se tornou titular, atuando em todos os jogos em que esteve disponível, ficando de fora apenas em seu primeiro jogo quando chegou à equipe e quando esteve suspenso pelo 3ᵒ cartão amarelo contra Marítmo, pela 21ª rodada do Campeonato Português de 2020–21.
Pelo Estoril, Arthur fez 31 jogos, marcou 3 gols e distribuiu cinco assistências.

### Sporting
Após se destacar pelo Estoril, em 1ᵒ de setembro de 2022, Arthur Gomes assinou contrato de cinco anos com o Sporting da mesma liga, por 2,5 milhões de euros por metade de seus direitos econômicos, mais 1,5 milhões de euros em complementos.
Em 13 de setembro do mesmo ano, ele marcou seu primeiro gol na Liga dos Campeões da UEFA, selando a vitória do Sporting por 2 a 0 contra o Tottenham depois de substituir Marcus Edwards aos 90 minutos.
Pelo Sporting, Arthur fez 38 jogos, marcou 4 gols e distribuiu 4 assistências.

### Cruzeiro
Em 15 de julho de 2023, o Cruzeiro anunciou a contratação de Arthur Gomes, em um contrato válido até o final do ano de 2026. junto ao Sporting, o valor pago foi de 3 milhões de euros.
Fez sua estreia pelo Cruzeiro no dia 29 de julho de 2023, onde teve grande atuação, marcando dois gols no empate por 3 a 3 diante do Athletico-PR, em partida do Campeonato Brasileiro.

### Dínamo de Moscou
No dia 7 de setembro de 2024, o Cruzeiro anunciou a venda de Arthur Gomes para o Dínamo de Moscou, da Rússia. O clube russo desembolsou cerca de R$ 36 milhões (com possibilidade de chegar a R$ 42 milhões) para contar com o jogador. O atacante assinou um contrato de três temporadas.

## Estatísticas
Atualizadas até 12 de abril de 2025.
| Clube               | Temporada         | Campeonato nacional | Campeonato nacional | Campeonato nacional | Copa nacional[a] | Copa nacional[a] | Copa nacional[a] | Competições continentais[b] | Competições continentais[b] | Competições continentais[b] | Outros torneios[c] | Outros torneios[c] | Outros torneios[c] | Total | Total | Total   |
| Clube               | Temporada         | Jogos               | Gols                | Assist.             | Jogos            | Gols             | Assist.          | Jogos                       | Gols                        | Assist.                     | Jogos              | Gols               | Assist.            | Jogos | Gols  | Assist. |
| ------------------- | ----------------- | ------------------- | ------------------- | ------------------- | ---------------- | ---------------- | ---------------- | --------------------------- | --------------------------- | --------------------------- | ------------------ | ------------------ | ------------------ | ----- | ----- | ------- |
| Santos              | 2016              | 2                   | 0                   | 0                   | —                | —                | —                | —                           | —                           | —                           | —                  | —                  | —                  | 2     | 0     | 0       |
| Santos              | 2017              | 11                  | 2                   | 0                   | 1                | 0                | 0                | —                           | —                           | —                           | 5                  | 1                  | 0                  | 17    | 3     | 0       |
| Santos              | 2018              | 13                  | 0                   | 1                   | 3                | 0                | 1                | 5                           | 1                           | 0                           | 16                 | 3                  | 0                  | 37    | 4     | 2       |
| Santos              | 2019              | —                   | —                   | —                   | —                | —                | —                | —                           | —                           | —                           | 3                  | 0                  | 0                  | 3     | 0     | 0       |
| Santos              | 2020              | 22                  | 2                   | 0                   | 3                | 0                | 0                | 3                           | 0                           | 0                           | 10                 | 2                  | 0                  | 36    | 4     | 0       |
| Santos              | 2021              | —                   | —                   | —                   | —                | —                | —                | —                           | —                           | —                           | 2                  | 0                  | 0                  | 2     | 0     | 0       |
| Santos              | Total             | 48                  | 4                   | 1                   | 7                | 0                | 1                | 8                           | 1                           | 0                           | 36                 | 6                  | 0                  | 97    | 11    | 2       |
| Chapecoense         | 2019              | 30                  | 4                   | 0                   | —                | —                | —                | —                           | —                           | —                           | —                  | —                  | —                  | 30    | 4     | 0       |
| Chapecoense         | Total             | 30                  | 4                   | 0                   | —                | —                | —                | —                           | —                           | —                           | —                  | —                  | —                  | 30    | 4     | 0       |
| Atlético Goianiense | 2021              | 12                  | 1                   | 1                   | 4                | 0                | 0                | 3                           | 0                           | 0                           | 9                  | 3                  | 2                  | 28    | 4     | 3       |
| Atlético Goianiense | Total             | 12                  | 1                   | 1                   | 4                | 0                | 0                | 3                           | 0                           | 0                           | 9                  | 3                  | 2                  | 28    | 4     | 3       |
| Estoril             | 2021—22           | 28                  | 2                   | 4                   | 1                | 0                | 0                | —                           | —                           | —                           | —                  | —                  | —                  | 29    | 2     | 4       |
| Estoril             | 2022—23           | 4                   | 1                   | 1                   | —                | —                | —                | —                           | —                           | —                           | —                  | —                  | —                  | 4     | 1     | 1       |
| Estoril             | Total             | 32                  | 3                   | 5                   | 1                | 0                | 0                | —                           | —                           | —                           | —                  | —                  | —                  | 33    | 3     | 5       |
| Sporting            | 2022—23           | 24                  | 1                   | 2                   | —                | —                | —                | 8                           | 2                           | 0                           | 6                  | 1                  | 2                  | 38    | 4     | 4       |
| Sporting            | Total             | 24                  | 1                   | 2                   | —                | —                | —                | 8                           | 2                           | 0                           | 6                  | 1                  | 2                  | 38    | 4     | 4       |
| Cruzeiro            | 2023              | 20                  | 3                   | 1                   | —                | —                | —                | —                           | —                           | —                           | —                  | —                  | —                  | 20    | 3     | 1       |
| Cruzeiro            | 2024              | 21                  | 2                   | 1                   | 1                | 0                | 0                | 5                           | 1                           | 2                           | 12                 | 2                  | 1                  | 39    | 5     | 4       |
| Cruzeiro            | Total             | 41                  | 5                   | 2                   | 1                | 0                | 0                | 5                           | 1                           | 2                           | 12                 | 2                  | 1                  | 59    | 8     | 5       |
| Dínamo de Moscou    | 2024–25           | 16                  | 3                   | 2                   | 5                | 1                | 1                | —                           | —                           | —                           | —                  | —                  | —                  | 21    | 4     | 3       |
| Dínamo de Moscou    | Total             | 16                  | 3                   | 2                   | 5                | 1                | 1                | —                           | —                           | —                           | —                  | —                  | —                  | 21    | 4     | 3       |
| Total na carreira   | Total na carreira | 203                 | 21                  | 13                  | 18               | 1                | 2                | 24                          | 4                           | 2                           | 63                 | 12                 | 5                  | 306   | 38    | 22      |

- a. ^ Jogos da Copa do Brasil, Taça de Portugal e Taça da Rússia
- b. ^ Jogos da Copa Libertadores, Liga dos Campeões, Liga Europa e Copa Sul-Americana
- c. ^ Jogos do Campeonato Paulista, Taça da Liga e Campeonato Mineiro